# Peter Albrecht (Mathematiker)
Peter Albrecht (* 22. März 1956 in Ludwigshafen am Rhein) ist ein deutscher Universitätsprofessor, Mathematiker, Ökonom und Aktuar.

## Akademische Tätigkeit
Albrecht studierte Mathematik und Wirtschaftswissenschaften und wurde 1981 mit einer Arbeit über „Dynamische statistische Entscheidungsverfahren für Schadenzahlprozesse“ promoviert und habilitierte sich 1986 ebenfalls an der Universität Mannheim. Habilitations- und Doktorvater war Elmar Helten.
Von 1989 bis 2022 war er Inhaber des Lehrstuhls für Allgemeine Betriebswirtschaftslehre, Risikotheorie, Portfolio Management und Versicherungswirtschaft an der Universität Mannheim. Der Lehrstuhl wird nicht neu besetzt. Darüber hinaus ist er seit 2002 geschäftsführender Direktor des Instituts für Versicherungswissenschaft. Neben Albrecht haben Martin Weber, Ernst Maug, Stefan Ruenzi und Erik Theissen die weiteren vier Lehrstühle der „Area Banking, Finance and Insurance“ an der Universität Mannheim inne.
Albrecht ist Mitbegründer der deutschen AFIR-Gruppe (Actuarial Approach for Financial Risks), einer Sektion der Internationalen Actuarial Approach for Financial Risks-Gruppe. Er war bis 2003 deren wissenschaftlicher Leiter und auf internationaler Ebene Mitglied des Präsidiums (AFIR-Committee). Ferner war er stellvertretender Vorsitzender der Deutschen Gesellschaft für Versicherungs- und Finanzmathematik sowie Mitglied des Vorstandes des Deutschen Vereins für Versicherungswissenschaft. Albrecht ist ferner Gründungsvorstand und ehemaliges Vorstandsmitglied der Deutschen Aktuarvereinigung. Im Jahr 2003 war Albrecht Mitglied der sogenannten Herzog-Kommission der CDU.

## Schriften
Albrecht ist (Mit-)Autor von zehn Fachbüchern und über 150 teils internationalen wissenschaftlichen Veröffentlichungen.
Bundesweit von Bedeutung sind die von Albrecht verfassten Lehrbücher. Sein 2007 erschienenes Lehrbuch Finanzmathematik für Wirtschaftswissenschaftler. Grundlagen, Anwendungsbeispiele, Fallstudien, Aufgaben und Lösungen kann zu den Standardwerken für die finanzmathematischen Kurse des im Zuge des Bologna-Prozesses neugeschaffenen Bachelor-Studiengangs Betriebswirtschaftslehre gezählt werden. Sein ebenfalls 2007 erschienenes Lehrbuch Grundprinzipien der Finanz- und Versicherungsmathematik stellt erstmals die Finanzmathematik und die Versicherungsmathematik (inklusive der Bausparmathematik) auf eine gemeinsame Grundlage und wird im Rahmen der Ausbildung zum Aktuar (DAV) der Deutschen Aktuarvereinigung als Grundlagenwerk verwendet. Das zusammen mit Raimond Maurer verfasste Lehrbuch Investment- und Risikomanagement ist 2008 in dritter Auflage erschienen und gilt als Investmentbibel.